# マケドニア (ギリシャ)

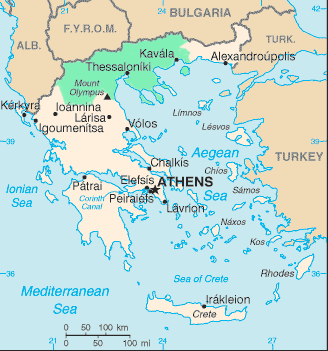
ギリシャの地域としてのマケドニア

マケドニア（ギリシア語: Μακεδονία / ラテン文字転写: Makedonia）は、ギリシャの地理的・歴史的な地方のひとつ。ギリシャ全土を9つに分けた「地理な地方」のうちで最大の面積を持ち、人口は2番目に多い。テッサリア、および西トラキアとともに、「北部地方」と呼ばれる。
ギリシャのマケドニアは、アレキサンダー大王の出生地を含む、古代マケドニア王国の領域の大部分を占めている。このマケドニアという地域名称は、後により広範囲に拡大して用いられるようになり、今日の「マケドニア」として知られる地域名称のうち、ギリシャ領の部分は面積で52.4%、人口で52.9%を占めている。この拡大したマケドニアの領域は1912年までオスマン帝国に属していたが、1913年以降のバルカン戦争によってこの領域はギリシャ、セルビア、ブルガリアの3国によって分割された。新しいギリシャとオスマン帝国の国境線は1913年のアテネ条約によって確認された。

## エーゲ・マケドニア

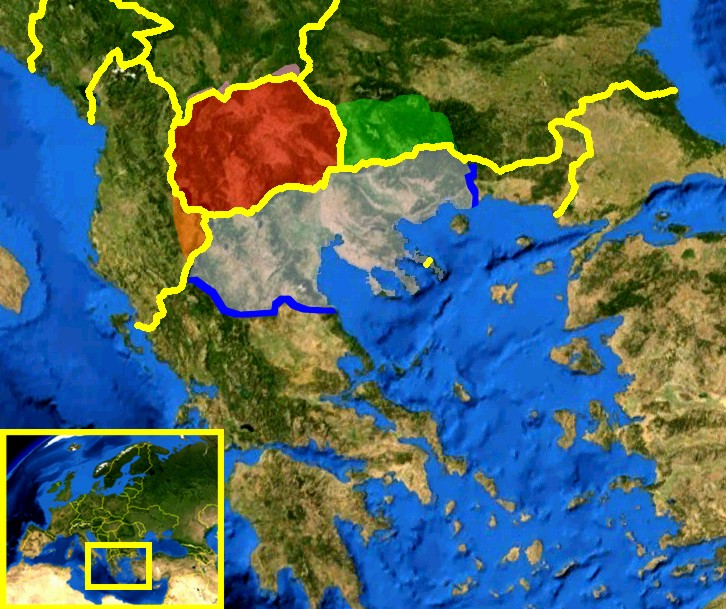
近代の地域名称としてのマケドニア

今日、かつての古代マケドニア王国の領域の大半はギリシャ領に属している。一方、近代以降用いられている「マケドニア」という地域名は、より広い範囲を指し示している。この領域には中世以降スラヴ人が居住するようになった。この領域のうち1913年にブルガリア領となった部分はピリン・マケドニア（ブルガリア語:Пиринска Македония、Pirinska Makedoniya、マケドニア語:Пиринска Македонија、Pirinska Makedonija、英語:Pirin Macedonia）とよばれ、今日のブラゴエヴグラト州の領域とほぼ一致している。一方、セルビア領となった部分はヴァルダル・マケドニア（マケドニア語およびセルビア語:Вардарска Македонија、Vardarska Makedonija、ブルガリア語:Вардарска Македония、Vardarska Makedoniya、英語:Vardar Macedonia）と呼ばれ、今日では北マケドニア共和国として独立している。ギリシャ領となっている部分は、エーゲ・マケドニア（ギリシャ語:Αιγαιακή Μακεδονία、Aigaiaki Makedonia、ブルガリア語:Егейска Македония、Ageyska Makedoniya、マケドニア語:Егејска Македонија、Egejska Makedonija、英語:Aegean Macedonia）と呼ばれる。この呼称は主に前述のピリン・マケドニア、およびヴァルダル・マケドニアとの一体性を強調するスラヴ人によって好んで使用される。
このエーゲ・マケドニアという呼称は第二次世界大戦の頃からよく登場するようになった。これはユーゴスラビアのヨシップ・ブロズ・チトー大統領の大バルカン連邦構想によるギリシャ内戦への介入のためにエーゲ・マケドニアという語を使用するようになったためである。エーゲ・マケドニアという呼称は、多くはスラヴ系のマケドニア人によって広く用いられる他、歴史的な用語として使用されている。

## 名称の由来
マケドニアという地域名称の由来として、主に次の3つの説がある。
1. 古代ギリシャ神話によると、マケドン（Macedon）はマケドニア地方の西部、南部、中部に居住し、古代マケドニア王国を築き上げた部族の最初の長（phylarch）の名前であるとしている。
2. マケドノイ（Makednoí）とは古代ギリシャ語のドリス方言の名詞でマーコス（μάκος、mākos、アテナイ方言ではμάκρος、mákros、現代ギリシャ語ではμήκος、mēkos）という「長さ」を意味する語、およびドリス方言の形容詞でマケドノス（μακεδνός makednós）という「高い」を意味する語に由来するとしている。これは、古代マケドニア人は背の高い人々として認識されていたことによる。この形容詞はホメロスの「オデュッセイア」において（7.105f）、背の高いポプラの木の記述として使用されている。また、アリストパネスの喜劇「鳥」において、作中に登場する架空の都市を取り巻く城壁の記述としてもこの形容詞が用いられている。
3. 証明されていない仮説では、マケドネス（Makedónes）とは「高地人」を意味し、それは仮説上の古代マケドニア方言の所有複合語（bahuvrihi）で「高地の」を意味する「マキ・ケドネス」（*μακι-κεδόνες *maki-kedónes）に由来するとしている。しかし、この説についても真剣な議論がなされている。

## 地方行政

ギリシャ領のマケドニアの旗

ギリシャのマケドニア地方は3つの行政区画（ペリフェリエス、περιφέρειες）に分けられ、さらにその下位にあわせて13の県（ノモス、νομός）が設置されている。また、地理的にマケドニアに区分される中には、女人禁制の男子修道院による自治区であるアトス自治修道士共和国（通称：アトス山）も存在しているが、通常はマケドニア地方には含まれない。実際に、アトス山はギリシャや欧州連合の法のほとんどの適用を受けていない。アトス山全域の男子修道院としての性質上、女性の立ち入りは固く禁じられている。
マケドニア地方はギリシャ政府のマケドニア・トラキア担当大臣によって監督されている。マケドニア地方は、隣接する地方であるテッサリア、西トラキア、イピロスに囲まれ、北にはブルガリア、マケドニア共和国、アルバニアと国境を接している。マケドニア地方に存在する行政区画（ペリフェリエス）および県（ノモス）は次の通り。
| マケドニアの地図 | 番号                                        | ペリフェリエス | 主都       | 面積      | 人口 |
| ---------------- | ------------------------------------------- | -------------- | ---------- | --------- | ---- |
|                  |                                             |                |            |           |      |
| 合計             | 西マケドニア                                | コザニ         | 9,451 km²  | 301,522   |      |
| 1                | カストリア県                                | カストリア     | 1,720 km²  | 53,483    |      |
| 2                | フロリナ県                                  | フロリナ       | 1,924 km²  | 54,768    |      |
| 3                | コザニ県                                    | コザニ         | 3,516 km²  | 155,324   |      |
| 4                | グレヴェナ県                                | グレヴェナ     | 2,291 km²  | 37,947    |      |
| 合計             | 中央マケドニア                              | テッサロニキ   | 18,811 km² | 1,871,952 |      |
| 5                | ペラ県                                      | エデッサ       | 2,506 km²  | 145,797   |      |
| 6                | イマティア県                                | ヴェリア       | 1,701 km²  | 143,618   |      |
| 7                | ピエリア県                                  | カテリニ       | 1,516 km²  | 129,846   |      |
| 8                | キルキス県                                  | キルキス       | 2,519 km²  | 89,056    |      |
| 9                | テッサロニキ県                              | テッサロニキ   | 3,683 km²  | 1,057,825 |      |
| 10               | ハルキディキ県                              | ポリギロス     | 2,918 km²  | 104,894   |      |
| 11               | セレス県                                    | セレス         | 3.968 km²  | 200,916   |      |
| 合計             | 東マケドニア (東マケドニア・トラキアの一部) | カヴァラ       | 5,579 km²  | 249,029   |      |
| 12               | ドラマ県                                    | ドラマ         | 3,468 km²  | 103,975   |      |
| 13               | カヴァラ県                                  | カヴァラ       | 2,111 km²  | 145,054   |      |
| -                | アトス自治修道士共和国 （自治領域）         | カリエス       | 390 km²    | 2,262     |      |
| 合計             | マケドニア                                  | テッサロニキ   | 34,231 km² | 2,424,765 |      |

## 地理

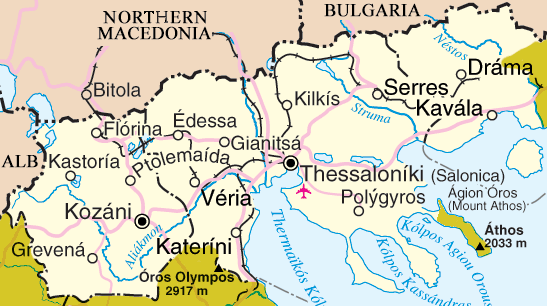
ギリシャのマケドニア

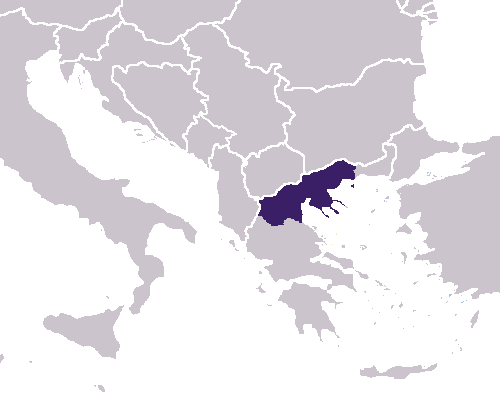
ギリシャにおける現代のマケドニア

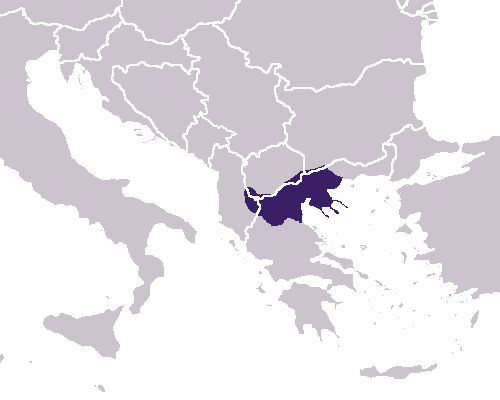
古代マケドニア

マケドニア地方は34,231 km² の面積を占めている。また標高が高く、その領域のほとんどが山地であり、最高地点は2917 メートルに達する。一方、エーゲ海沿岸には広大で肥沃な大地が広がっている。マケドニア地方にはアリアクモン川、アクシオス川（ヴァルダル川）、ネストス川（メスタ川）の谷が横切っており、これらの川はすべてエーゲ海に流れ込んでいる。マケドニア地方はアルバニア、マケドニア共和国、ブルガリア、そしてギリシャの地方であるイピロス、テッサリア、西トラキアに囲まれている。沿岸のタソス島（Θάσος、Thasos）およびサモトラキ島（Σαμοθράκη、Samothraki）もマケドニア地方に含まれる。これらの島々は東マケドニア・トラキアに含まれる。
地域の総人口は2,492,232人であり、その中心となるのは最大都市であるテッサロニキである。テッサロニキの人口は363,987人であり、その都市圏人口はおよそ100万人である。

### 中心
テッサロニキ、またはテッサロニカ、サロニカとも呼ばれる都市がマケドニア地方の中心都市となっており、ギリシャ全土でも2番目に大きい。テッサロニキは中央マケドニア地方の州都であり、またテッサロニキ県の県都ともなっている。その都市圏人口はおよそ100万人である。
テッサロニキの町は紀元前315年ごろカッサンドロスによって建設された。その場所は古代の町テルマ（Θέρμα、Therma）と周辺の6つの村の上かその付近であった。カッサンドロスはこの町に彼の妻でアレクサンドロス大王の妹であるテッサロニカ（Θεσσαλονίκη、Thessalonike）の名をつけた。彼女の名はその父親であるピリッポス2世によって与えられたもので、テッサリアの騎兵の助けによってフォキスに対して勝利（Nike）を収めたことを記念してつけられたものである。テッサロニキという名は「テッサリアの勝利」（Θεσσαλοί + Νίκη）を意味している（テッサリアという名そのものは、「かつて海であった地」を意味するthesi alosに由来している）。
キリスト教の使徒であるパウロは、2回目のヨーロッパ伝道旅行でこの地を訪れた（使徒行伝 16.11）。東ローマ帝国の時代には、町はギリシャ人からはσυμβασιλεύουσα（symbasileousa）と呼ばれた。聖書を教会スラヴ語に翻訳し、スラヴ語圏諸国への布教を行った聖人キュリロスとメトディオスは9世紀のテッサロニキ出身である。
テッサロニキは1430年から1912年までオスマン帝国の支配下に置かれた。テッサロニキは第一次バルカン戦争の最大の「戦利品」であり、1912年の10月26日にギリシャに編入された。この日付はテッサロニキの町にとって大変大きな意義を持つものであり、前述のテッサロニキ編入という歴史的な出来事に加えて、この日付はテッサロニキの守護聖人デメトリオス（Άγιος Δημήτριος της Θεσσαλονίκης、en）の聖人の日である。
テッサロニキは栄えた活気のある町で、町の商港はギリシャにとって大きな戦略的重要性を持っている。テッサロニキは商業、工業、経済、文化の一大拠点であり、南東ヨーロッパの物流のハブとなっている。テッサロニキの町は多くの学生人口を抱え、また数多くの東ローマ帝国時代の建造物や、華やかなナイトライフでも知られている。

### 気候

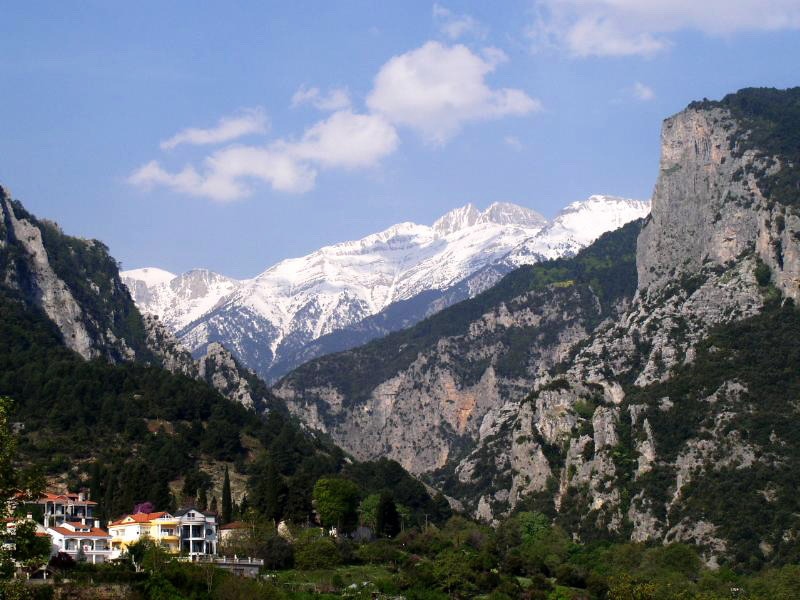
リトホロから見たオリンポス山（2917m）の眺め

マケドニア地方の気候は、その地域の特性に強く影響を与えている2種類に分けられる。そのうちの一方は高山性の気候で、他方は地中海性気候である。高山性の気候は主に西マケドニア地方の山間部に多く、地中海性の気候は中央マケドニア、および東マケドニア・トラキア地方に多い。ギリシャで公式に観測された最低気温は西マケドニア地方のプトレマイダ（Πτολεμαΐδα、Ptolemaïda 、en）で観測され、氷点下27.8度が記録された。

## 経済と交通
その起伏に富んだ地形にもかかわらず、マケドニア地方はギリシャで最も豊かな農地を持っている。多種多様な食糧（主食）や商品作物が育てられており、米、コムギ、豆、オリーブ、木綿、タバコ、果物、ブドウ、ワインやその他のアルコール飲料が生産されている。食品生産と織物製造は地域の産業の中心となっている。観光は主に海岸部、特にハルキディキ半島やタソス島、ならびにオリンポス山の後背地域では重要な産業となっている。観光客の多くはギリシャ周辺の国々から来ている。
テッサロニキは主要な港町であり、産業の中心である。カヴァラにはマケドニアのもうひとつの重要な港がある。地域の空の拠点であるテッサロニキ・マケドニア国際空港の他にも、カヴァラ、カストリア、コザニにも空港がある。エグナティア高速道路（en）はマケドニア全域を横断し、主要都市を接続している。

## 人口

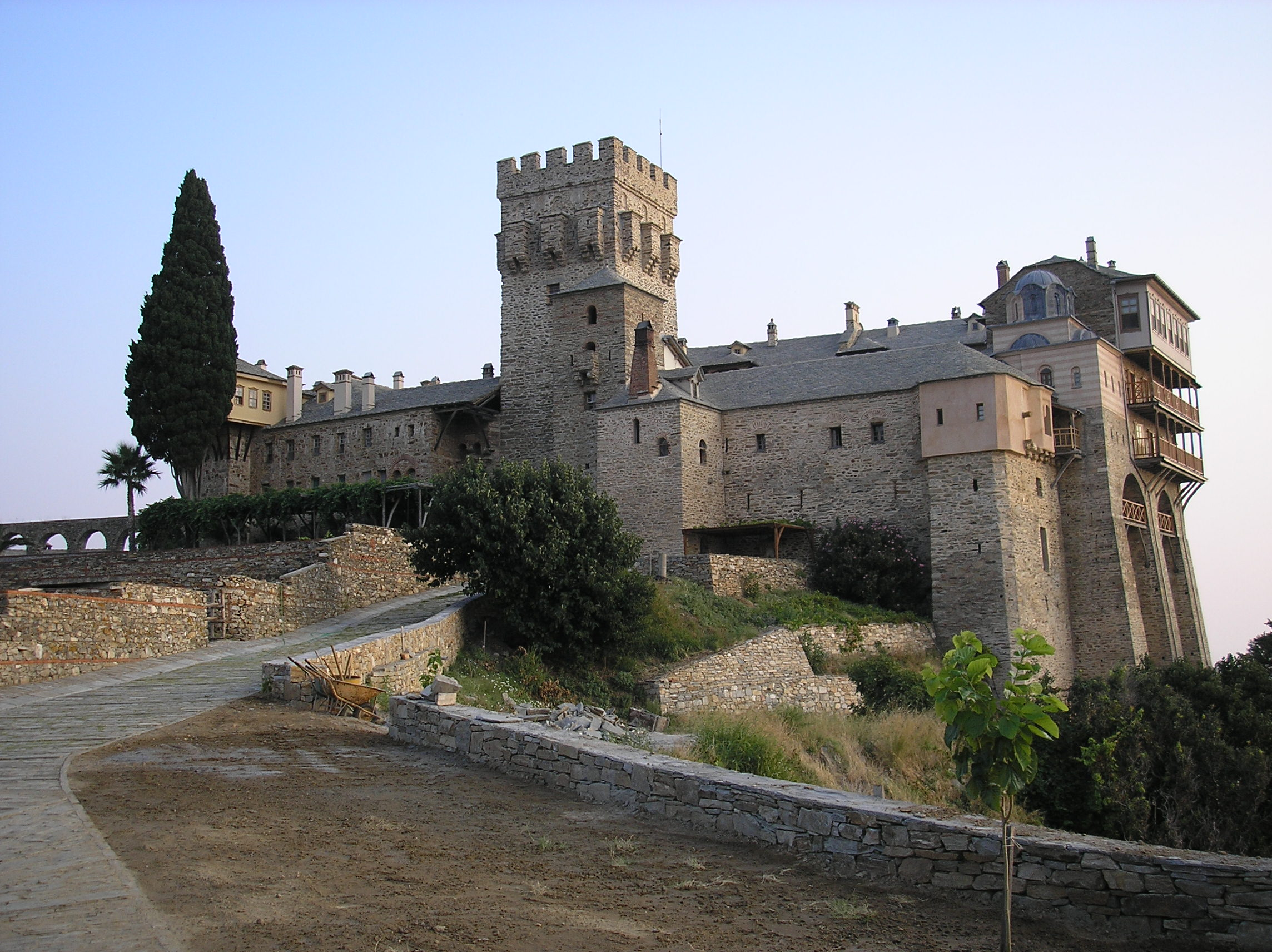
アトス山のスタヴロニキタ修道院

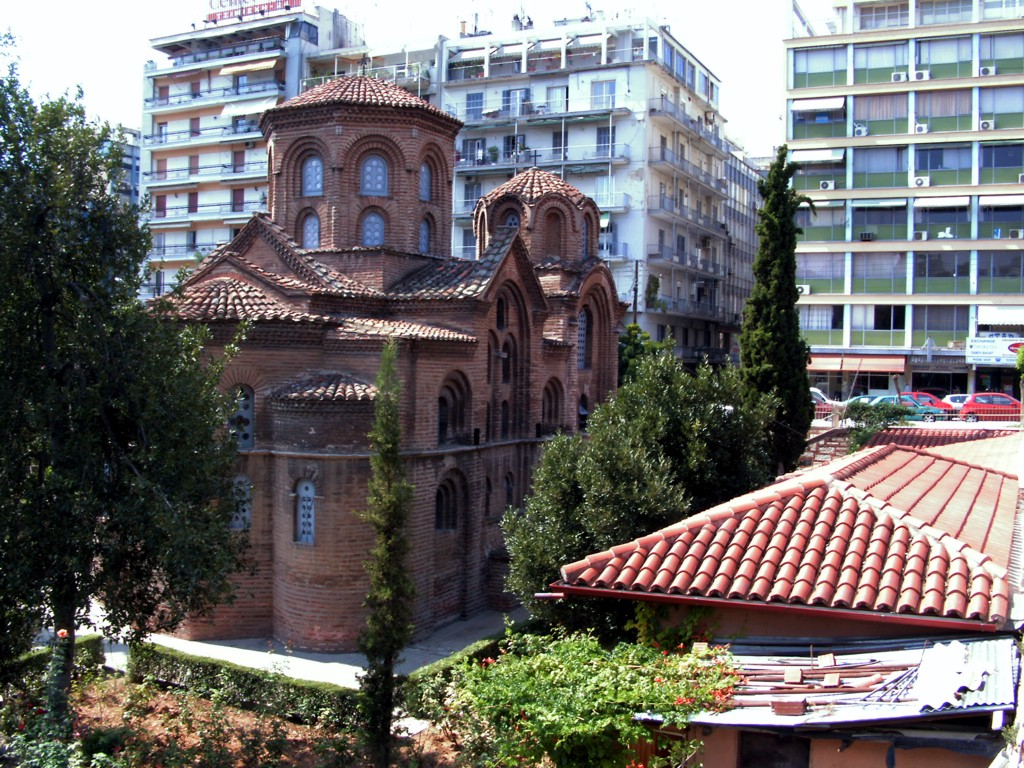
テッサロニキのパナギア・ハルケオン聖堂。代表的なビザンティン建築

地域の住民の圧倒的多数は民族的にはギリシャ人であり、ギリシャ正教会の信者である。中世から20世紀にかけての、マケドニア地域の人口推移についてははっきりとはわかっていない。1904年の時点でのオスマン帝国による人口統計によると、204,317人のスラヴ系ブルガリア人がオスマン帝国のセラニク州（Selanik vilayet、テッサロニキ州）に居住していた。この時点ではまだスラヴ系のマケドニア人という民族意識は存在せず、彼らは自らをブルガリア人と規定していた。同じ調査によると、マナストゥル（Manastır、ビトラ）ではギリシャ人が261,283人、ブルガリア人が178,412人であった。ヒュー・プールトン（Hugh Poulton）の著作「Who Are the Macedonians」では、ギリシャによる1913年のマケドニア地域編入以前の人口調査について、「人口調査の評価には疑問がある」としている。この地方に居住していたその他の人口の多くはトルコ人であり、他にもユダヤ人、ロマ（ジプシー）、アルバニア人、アルーマニア人（ヴラフ人）などがいた。
20世紀前半において、人口構成に大きな変化が起こり、ギリシャ領マケドニアの地域の人口の圧倒的多数はギリシャ人となった。1919年、ブルガリアとギリシャは第一次世界大戦の講和条約であるヌイイ条約に調印した。条約ではギリシャとブルガリアの間での住民交換が定められた。この条約によると、ブルガリアはギリシャ領内に住む全てのスラヴ系住民の母国であるとされた。多くのブルガリアに住むギリシャ人はギリシャ領マケドニアに移り住み、逆にギリシャ領内に住むスラヴ人の多くはブルガリアに移住したが、一定数はギリシャ領内にとどまり、自らの姓をギリシャ風に改め、自らをギリシャ人であると規定し直し、それによってブルガリアへの移住を免れた。1923年にはギリシャはトルコとの間でローザンヌ条約に調印し、60万人のギリシャ語を話す難民がアナトリア半島からギリシャ領マケドニアに流入した一方、トルコ人やその他のイスラム教徒（アルバニア人、ギリシャ人、ロマ、スラヴ人、ヴラフ人を含む）はトルコへ流出した。
オスマン帝国時代のマケドニア地方の都市はギリシャ語、スラヴ語、トルコ語と言語ごとに異なる名前を持っていた。オスマン帝位国崩壊後、ギリシャ領の都市は公式にギリシャ語の名称によって知られるようになった。これはブルガリアやユーゴスラビアの都市においても同様であり、それぞれオスマン帝国の崩壊後にそれぞれの国の言語によって知られるようになった。住民交換によって、多くの場所で新たに流入した住民によって改名が行われた。
第二次世界大戦による飢餓、処刑、虐殺、強制移住などによってマケドニア地域の人口は悪影響を受けた。ドイツと同盟を結んだブルガリアの軍によって地域のギリシャ系住民やユダヤ系住民は迫害を受け、ブルガリアは占領する東マケドニア・西トラキア地域にブルガリア人を入植させた。マケドニア地域における市民の死者数は40万人を超えると見られ、うち5万5千人はユダヤ人である。ギリシャ内戦においても激しい戦闘がこの地域で行われ、戦後の貧困も重なって、多くのマケドニア地域の田舎の住民が町や外国へ避難した。現在においても、マケドニアの多くの場所では人口が希薄である。
ギリシャ語は公的な場所や教育における唯一の公用語であり、最も多くの住民が使用する言語である。幾らかの小さな共同体においては、ギリシャ語のポントス方言、マケドニア方言、アルーマニア語、メグレノ・ルーマニア語(Megleno-Romanian)、アルバニア系のアルヴァニティカ語(Arvanitika)、アルメニア語、スラヴ語（ブルガリア語あるいはマケドニア語）、トルコ語、ロシア語、イディッシュ語、ロマ語なども使用されている。
1980年代末から始まり、一連の共産主義政権が崩壊した東欧革命以降、多くの経済難民や移民が周辺のアルバニア、セルビアやブルガリア、マケドニア共和国（現在の呼称は北マケドニア）、ルーマニア、そしてロシアやウクライナ、アルメニア、グルジアから職を求めてギリシャ国内（マケドニア地域にも）に流入した。
マケドニア地域における少数民族の正確な数は分かっていない。これは、ギリシャにおいては1951年以降、住民の母語を調べる人口調査は行われていないことによる。マケドニア地方における主な少数民族には、次のようなものがある。
- アルーマニア人（ヴラフ人）、およびメグレノ・ルーマニア人。多くは自らをギリシャ人と規定し、ギリシャ正教会に属している。1951年の統計において、ギリシャ国内に39,855人が数えられた（うちマケドニア地域に住む数は不明である）。
- 「スラヴ人」。その多くは自らをギリシャ人と規定し、ギリシャ正教会に属している。1951年の段階でギリシャ国内に41,017人を数え、その多くが西マケドニア地方に住んでいる。ギリシャの「スラヴ人」の多くは自らの言語を「スラヴ語」と呼んでいる。しかし、彼らの言語は、かつてはブルガリア語の方言と見なされ、今日では地域によってマケドニア語とされている言語である。そのため、この集団は実際にはギリシャ国内に住むスラヴ系のマケドニア人少数民族とみることができる。ユーゴスラビア崩壊によってマケドニア共和国が誕生すると、ギリシャ国内のスラヴ系「マケドニア人」は大きく注目を集めることになった。政党「虹」（Ουράνιο Τόξο、Ouránio Tóxo、マケドニア語:Виножито、Vinožito、en）は、「ギリシャ国内のマケドニア人少数民族」として規定される概念を広報し、その権利を追求することを目的に1998年9月に結成された。2004年の選挙において2,955票を獲得した。同様に、親ブルガリア的な政党「マケドニアのブルガリア人の人権」（Βουλγαρικά Ανθρώπινα Δικαιώματα στη Μακεδονία - ΒΑΔΜ、ブルガリア語:Български човешки права в Македония - БЧПМ）が2000年6月に結成され、「ギリシャ国内のブルガリア人少数民族」として規定される概念を広報し、その権利を追求することを目的としている。この政党は、まだ選挙に参加したことはない。
- このほかには、アルヴァニティカ語(Arvanitika)を話すアルヴァニテス人(Arvanites)、ユダヤ人（セファルディム、ロマニオット）、アルメニア人、ロマなどがいる。

### 地域的アイデンティティ
ギリシャ領マケドニアでは、ギリシャ人ギリシャへの移入民の双方で強い地域的アイデンディティが形成されている。この地域的な意識は、ユーゴスラビア崩壊後に独立したマケドニア共和国との間のマケドニア呼称問題において注目されてきた。マケドニアのギリシャ人が自らを「マケドニア人」と規定することは国家の威信と関係付けられた。この強い感情の典型的な表れのひとつを、ギリシャの新聞Apogevmatiniが2007年1月、ギリシャの首相コスタス・カラマンリスがストラスブールの欧州評議会における発言「230万人のギリシャ人たちと同様、私自身こそがマケドニア人である。」をヘッドライン記事で報じたことに見ることが出来る。

### 都市人口

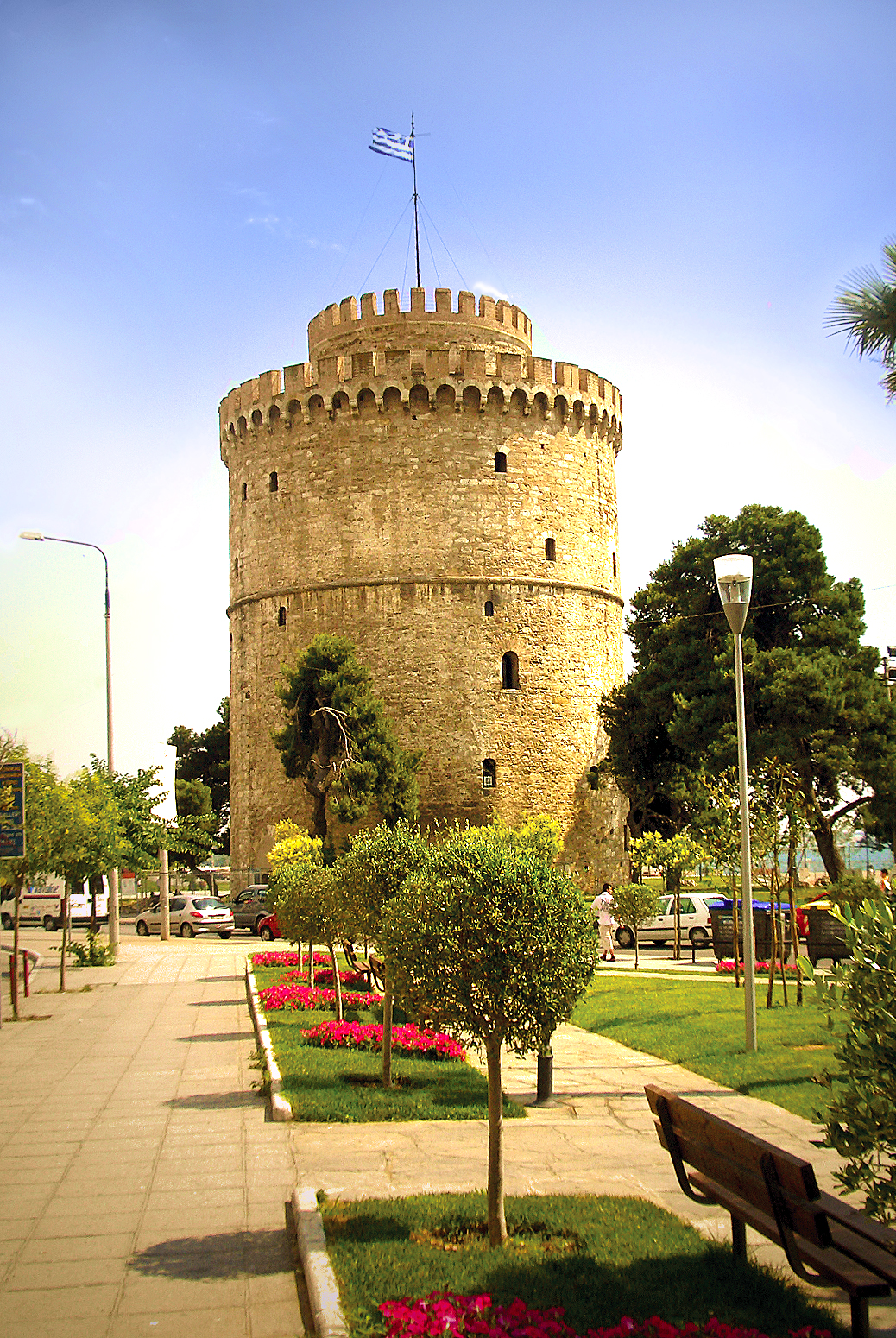
テッサロニキのホワイト・タワー。オスマン帝国支配下の時代には牢獄として使用されていた。現在は博物館となっており、町のランドマークのひとつとなっている。

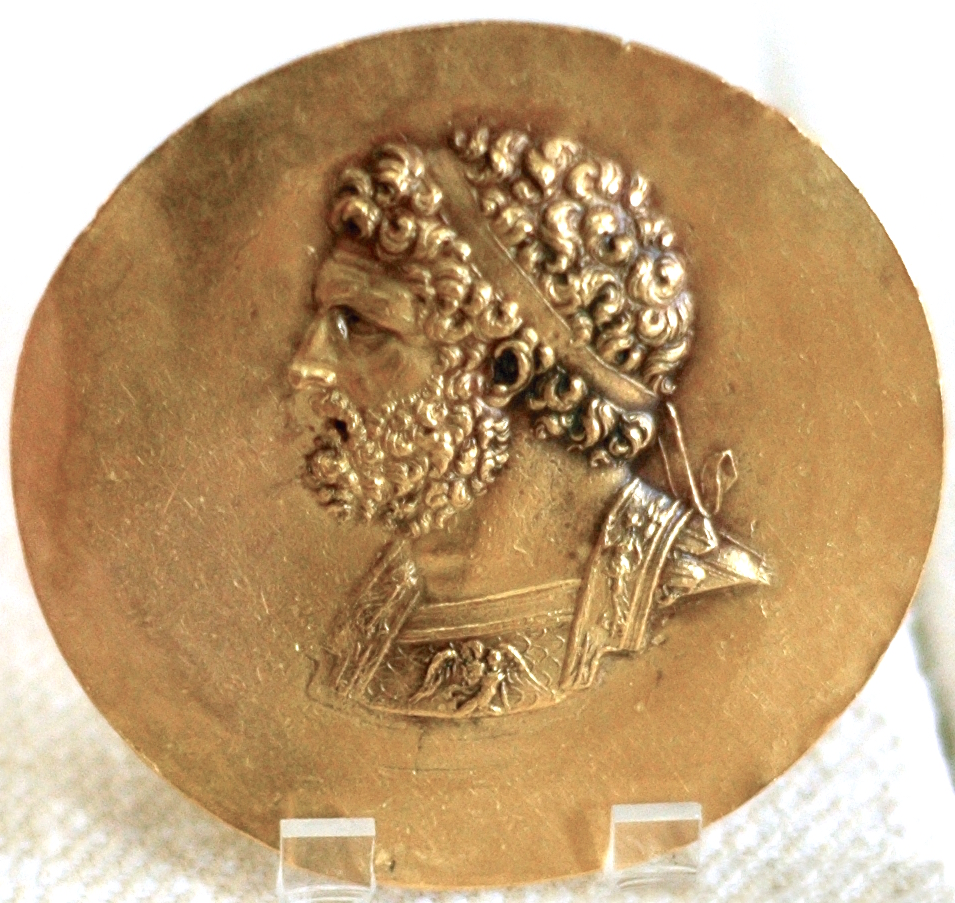
ピリッポス2世

| 都市名               | ギリシャ語表記 | 人口    |
| -------------------- | -------------- | ------- |
| 01. テッサロニキ     | Θεσσαλονίκη    | 363,987 |
| 02. カヴァラ         | Καβάλα         | 63,293  |
| 03. カテリニ         | Κατερίνη       | 56,434  |
| 04. セレス           | Σέρρες         | 56,145  |
| 05. ドラマ           | Δράμα          | 55,632  |
| 06. コザニ           | Κοζάνη         | 47,451  |
| 07. ベリア           | Βέροια         | 47,411  |
| 08. プトレマイダ     | Πτολεμαΐδα     | 35,539  |
| 09. ヤンニツァ       | Γιαννιτσά      | 26,296  |
| 10. キルキス         | Κιλκίς         | 24,812  |
| 11. ナウサ           | Νάουσα         | 22,288  |
| 12. アリデア         | Αριδαία        | 20,213  |
| 13. アレクサンドリア | Αλεξάνδρεια    | 19,283  |
| 14. エデッサ         | Έδεσσα         | 18,253  |
| 15. ネア・ムダニア   | Νέα Μουδανιά   | 17,032  |
| 16. フロリナ         | Φλώρινα        | 16,771  |
| 17. カストリア       | Καστοριά       | 16,218  |
| 18. グレヴェナ       | Γρεβενά        | 15,481  |
| 19. ポリギロス       | Πολύγυρος      | 10,721  |
| 20. スキドラ         | Σκύδρα         | 5,081   |